# Zenazocina
La zenazocine (INN; WIN-42,964) è un oppioide analgesico derivante dalla famiglia del benzomorfano che ha raggiunto la fase III nei test clinici prima che il suo sviluppo venisse definitivamente bloccato e mai messo sul mercato. Agisce come agonista parziale dei recettori μ- e δ-oppioidi, con minore attività intrinseca sui primi e maggiore sui secondi (pertanto agisce in misura preponderante come antagonista sui primi e come agonista sui secondi), e produce effetti nocicettivi su test animali.